# آنتونیو نیلسون
آنتونیو نیلسون (پرتغالی: Antônio Naelson؛ زادهٔ ۲۳ مهٔ ۱۹۷۶) یک بازیکن فوتبال اهل برزیل-مکزیک است.
وی همچنین در تیم ملی فوتبال مکزیک بازی کرده‌است.وی در جام جهانی ۲۰۰۶ یک گل به تیم ایران زد.